# Emma Urbánková
Emma Urbánková (23. dubna 1909 Louny – 29. května 1992, Praha?) byla česká knihovnice a badatelka v oblasti prvotisků a starých tisků. Napsala řadu studií a doprovodných materiálů k výstavám, velký význam má její editorská činnost. Nejdůležitějším výsledkem její badatelské činnosti je posunutí datace Trojánské kroniky, která byla považována za nejstarší tištěnou knihu na českém území. Podle jejích zjištění jsou nejstarší Statuta Arnošta z Pardubic z roku 1476, ale zůstává to předmětem vědeckých sporů.

## Životopis
Emma Urbánková se narodila v Lounech, ale nedlouho po jejím narození se rodina přestěhovala do Prahy. Byla dcerou historika a univerzitního profesora Rudolfa Urbánka. Po maturitě na dívčím reálném gymnáziu v Praze 1 studovala na Filozofické fakultě Karlovy Univerzity české dějiny, pomocné vědy historické a srovnávací dějiny literatur. Během studií také absolvovala dvouletý Tobolkův knihovnický kurz. Univerzitní studia zakončila v roce 1933 doktorátem a téhož roku nastoupila do Veřejné a univerzitní knihovny. Knihovně, později přejmenované na Státní knihovnu a nejnověji na Národní knihovnu, zůstala věrná celý svůj život. Po roce přešla z oddělení cizojazyčné katalogizace do oddělení rukopisů a vzácných tisků, kde působila až do svého odchodu do důchodu v roce 1979, od roku 1945 již ve funkci vedoucí oddělení. Po odchodu do důchodu se věnovala badatelské a editorské činnosti. Do Klementina docházela až do posledních měsíců svého života.
Byla členkou Československé knihovědné společnosti, Komise pro soupis rukopisů, Vědecké archivní rady a j.

## Knihovnická činnost

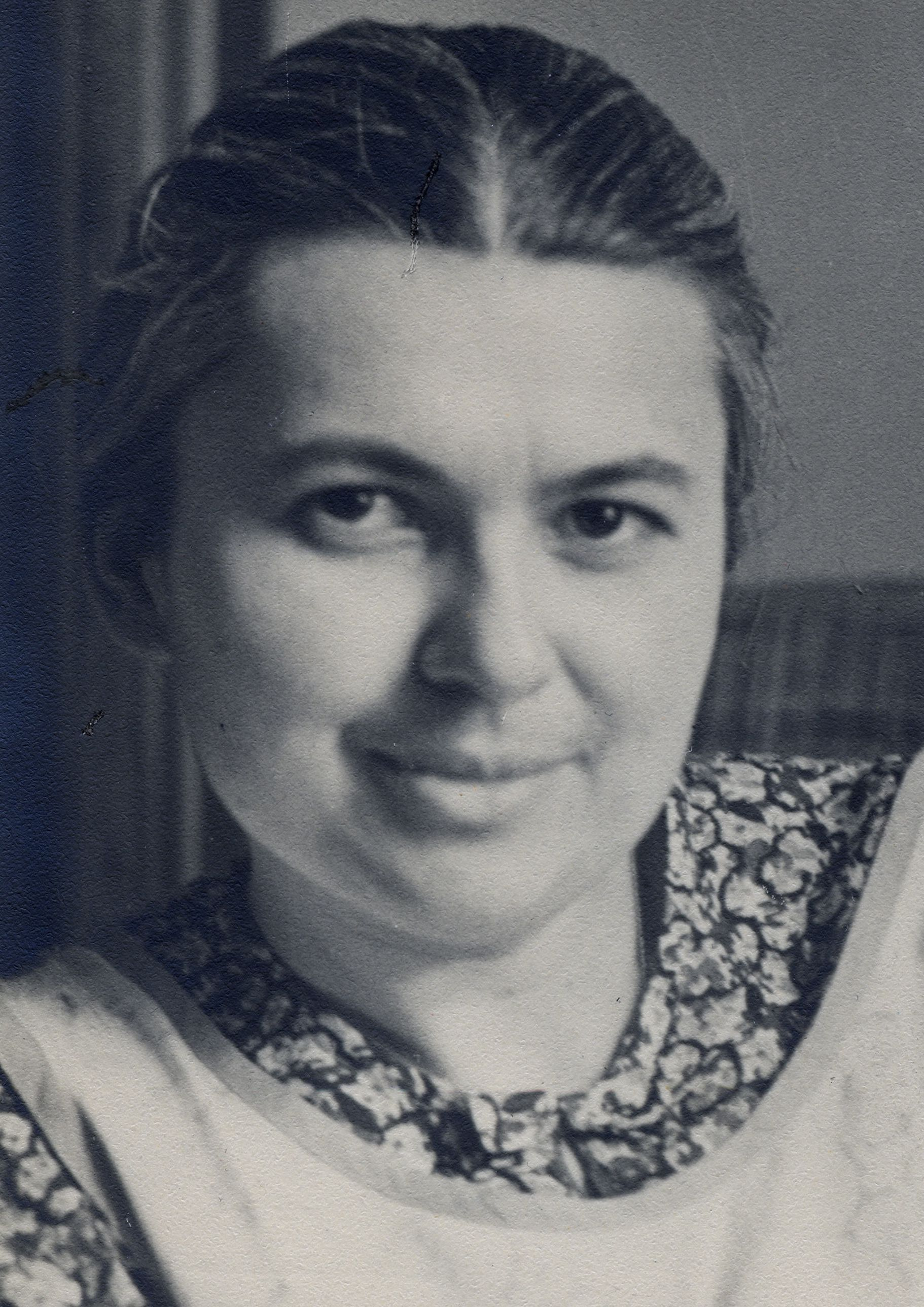
Emma Urbánková za okupace

V průběhu okupace zastupovala dlouhodobě nemocnou vedoucí oddělení a mimo jiné zajišťovala evakuaci historických fondů na hrad Karlštejn a do Zlaté Koruny. Měla hlavní zásluhu i na záchraně cenných knih ze zabavených knihoven, ať již za okupace, nebo pak v 50. letech – do klementinských trezorů byly uloženy např. rukopisné fondy z tepelského a oseckého kláštera. Za léta jejího působení se fond rukopisů knihovny značně rozrostl. Její snahou bylo i více seznámit veřejnost s českými rukopisy a ranými památkami českého knihtisku: uspořádala řadu výstav, přednášek a besed.Úsilí věnovala také katalogizaci rukopisů a přípravě soupisů.Pro katalogizátory pořádala školení a zpracovala metodický návod k popisu rukopisů a prvotisků v Pravidlech jmenné katalogizace starých tisků, prvotisků a rukopisů (1971).
Od kolegů v knihovně dostala čestnou přezdívku "Emma regina". A po celá léta u sebe uchovávala dokumenty z pozůstalosti T.G. Masaryka: „Když přišel podzim 1989, otevřela s mírně šibalským úsměvem starou plechovou skříň ve své pracovně a vyndala z ní složku s nejcennějšími osobními dokumentyT. G. Masaryka.“ (Vlastimil Ježek v předmluvě k publikaci Rekonstrukce knihovny Bohuslava Hasištejnského z Lobkovic)

## Editorská činnost
Již od prvních poválečných let usilovala Emma Urbánková o založení řady faksimilií významných českých rukopisů. Realizovat tento projekt se jí podařilo až v 60. letech, kdy se toho ujalo vydavatelství ČTK-Pragopress. V řadě Cimelia Bohemica vyšlo 16 faksimilí, z nichž mezi nejvýznamnější patří Velislavova bible a Kodex vyšehradský. Počátkem 70. let bylo vydávání zásahem zvenčí zastaveno.
Velkou měrou se podílela na zpracování soupisů knižních památek. Významným počinem byl zejména Soupis prvotisků českého původu, který jako první soupis zahrnuje tisky vytištěné do roku 1500 na území Čech bez ohledu na jazyk. V posledních letech svého života pracovala na prvním dílu Dodatků ke Knihopisu českých a slovenských tisků od doby nejstarší až do konce XVIII. století, jehož vydání se už nedočkala, stejně jako katalogu roudnické lobkovické knihovny (s rekonstrukcí osobní knihovny Bohuslava Hasištejnského z Lobkovic), jehož zpracování dokončil a k vydání připravil Kamil Boldan.

## Odborná a publikační činnost
První práce týkající se rukopisů a starých tisků publikovala již v 50. letech. Z jejích prací jsou stěžejními ty, které se týkají českého knihtisku 15. století. Největší ohlas vzbudily příspěvky týkající se otázky, kdy se knihtisk v Čechách objevil. Ve studii Nejstarší prvotisky českého původu, otištěné ve sborníku Knihtisk a kniha v českých zemích od husitství do Bílé Hory, prokázala na základě typologické analýzy nejstarších českých tisků, že i Kronika trojánská, dosud považovaná za nejstarší český tisk, pochází z dílny, která působila v letech 1476–1479 (a v knize uvedené datum 1468 tiskař pouze převzal z rukopisné předlohy). Významným dílem je publikace Pasionál Přemyslovny Kunhuty, kde zpracovala kodikologicko-historickou část. Napsala také řadu drobných příspěvků k dějinám Klementina a jeho knihovny.

## Významnější díla
- K počátkům českého knihtisku (1952)
- Rukopisy a vzácné tisky pražské Universitní knihovny (1957)
- Klementinské zlomky nejstarších českých legend (1959)
- Soupis děl J. A. Komenského v československých knihovnách, archivech a muzeích (1959)
- Nejstarší prvotisky českého původu. In: Knihtisk a kniha v českých zemích od husitství do Bílé Hory (1970)
- Pasionál Přemyslovny Kunhuty (1975, společně s K. Stejskalem)
- Prameny a literatura k počátkům českého knihtisku (1984–1986)
- Soupis prvotisků českého původu (1986)
- Knihopis českých a slovenských tisků od doby nejstarší až do konce XVIII. století - Dodatky. Díl I, Prvotisky (1994)